# Klub Sportowy Warta Poznań 2020-2021
Questa voce raccoglie le informazioni riguardanti il Klub Sportowy Warta Poznań nelle competizioni ufficiali della stagione 2020-2021.

## Stagione
Di ritorno in Ekstraklasa dopo 25 stagioni, il Warta inizia la stagione riconfermando Tworek in panchina dopo la promozione della stagione precedente. Vengono riconfermati la maggior parte dei calciatori, mentre alcuni vengono ceduti nelle leghe minori: su tutti Łukasz Spławski e Michał Grobelny, presenti in squadra da diverse stagioni, che passano rispettivamente al Puszcza Niepołomice e al Chojniczanka Chojnice. 
I primi movimenti in entrata arrivano dalla I liga: arrivano a Poznań Mateusz Kuzimski, Mateusz Czyżycki e Konrad Handzlik da Chojniczanka Chojnice, Odra Opole e Olimpia Grudziądz. Per portare un po' di esperienza agli zieloni vengono acquistati anche Michał Kopczyński, Mateusz Spychała e Jan Grzesik, tutti e tre in Ekstraklasa nella stagione precedente con Arka Gdynia, Korona Kielce e ŁKS Łódź. Infine arrivano dalla Finlandia Robert Ivanov, e dalla Spagna Mario Rodríguez Ruiz, prodotto della cantera del Real Madrid.
L'esordio stagionale arriva in Coppa di Polonia contro il Błękitni Starogard: il match termina in pareggio, ma ai rigori a spuntarla è il Warta. 
L'inizio in campionato invece non è dei migliori: nelle prime due partite arrivano due sconfitte per 0-1 contro Lechia Danzica e Zagłębie Lubin, lasciando la squadra a secco di punti e di reti all'attivo. Il primo storico punto arriva il 12 settembre, nel match casalingo contro il Piast Gliwice, terminato 0-0. In occasione di questa partita debutta in Ekstraklasa il prodotto del settore giovanile Kajetan Szmyt.
Il 20 settembre 2020 viene disputato il primo storico derby di Poznań dopo venticinque anni, in casa del Lech. Nonostante uno 0-0 che va avanti per tutto il corso della partita, al 90' arriva un fallo di mano di Łukasz Trałka a causa del quale viene concesso un penalty ai kolejorz. Il gol di Jakub Moder, ex della gara, regala la vittoria all'altra squadra della città. Una settimana più tardi, sul campo del Wisła Płock arrivano le prime reti, ma soprattutto la prima vittoria.
La stagione degli zieloni prosegue in maniera sorprendentemente positiva, anche grazie agli innesti invernali di Makana Baku e Maciej Żurawski, che consentono agli uomini di Tworek di scalare la classifica, arrivando a ridosso della zona Europa. All'ultima giornata, complici le sconfitte delle altre rivali, il Warta raggiunge i punti necessari per classificarsi in Europa Conference, ma non si qualifica a causa degli scontri diretti a sfavore con lo Slask Wroclaw.

## Maglie e sponsor
Per la stagione 2020-2021 il Warta presenta tre maglie. La prima verde, la seconda bianca e la terza nera. Lo sponsor resta Total Bet, mentre lo sponsor tecnico Nike. Presente sulla maglia anche lo sponsor di lega Lotto che come da regolamento viene inserito in posizione centrale in alto, fra lo stemma della società e il simbolo della Nike. 

## Organico
Rosa e numeri come da sito ufficiale.
| N. |                      | Ruolo | Calciatore          |
| -- | -------------------- | ----- | ------------------- |
| 1  | Polonia (bandiera)   | P     | Adrian Lis          |
| 2  | Polonia (bandiera)   | D     | Jan Grzesik         |
| 3  | Polonia (bandiera)   | D     | Jakub Kiełb         |
| 4  | Finlandia (bandiera) | D     | Robert Ivanov       |
| 5  | Polonia (bandiera)   | D     | Bartosz Kieliba     |
| 6  | Polonia (bandiera)   | C     | Łukasz Trałka       |
| 7  | Polonia (bandiera)   | C     | Konrad Handzlik     |
| 8  | Polonia (bandiera)   | C     | Kajetan Szmyt       |
| 9  | Polonia (bandiera)   | A     | Mateusz Kuzimski    |
| 10 | Polonia (bandiera)   | C     | Adrian Laskowski    |
| 11 | Polonia (bandiera)   | C     | Michał Jakóbowski   |
| 12 | Polonia (bandiera)   | P     | Leo Przybyłak       |
| 13 | Polonia (bandiera)   | D     | Jakub Kuzdra        |
| 14 | Polonia (bandiera)   | D     | Nikodem Fiedosewicz |
| 15 | Polonia (bandiera)   | C     | Michał Kopczyński   |
| 16 | Polonia (bandiera)   | D     | Aleks Ławniczak     |

| N. |                       | Ruolo | Calciatore           |
| -- | --------------------- | ----- | -------------------- |
| 17 | Polonia (bandiera)    | C     | Mateusz Czyżycki     |
| 18 | Spagna (bandiera)     | C     | Mario Rodríguez Ruiz |
| 19 | Polonia (bandiera)    | C     | Mariusz Rybicki      |
| 21 | Polonia (bandiera)    | C     | Mateusz Kupczak      |
| 22 | Polonia (bandiera)    | A     | Robert Janicki       |
| 23 | Polonia (bandiera)    | D     | Mateusz Spychała     |
| 24 | Polonia (bandiera)    | C     | Dominik Smykowski    |
| 25 | Polonia (bandiera)    | A     | Gracjan Jaroch       |
| 28 | Germania (bandiera)   | C     | Makana Baku          |
| 29 | Polonia (bandiera)    | D     | Filip Małek          |
| 30 | Polonia (bandiera)    | D     | Bartłomiej Burman    |
| 31 | Polonia (bandiera)    | C     | Mateusz Sopoćko      |
| 32 | Polonia (bandiera)    | D     | Maik Nawrocki        |
| 33 | Polonia (bandiera)    | P     | Daniel Bielica       |
| 34 | Polonia (bandiera)    | C     | Maciej Żurawski      |
| 99 | Slovacchia (bandiera) | A     | Adam Zreľák          |

## Calciomercato

### Sessione estiva (dal 1/8 al 30/9)
Fonte:  Trasferimenti Estivi 2020/2021, su transfermarkt.pl, Transfermarkt. URL consultato il 28 luglio 2020.
| Acquisti         | Acquisti             | Acquisti              | Acquisti      |
| R.               | Nome                 | da                    | Modalità      |
| ---------------- | -------------------- | --------------------- | ------------- |
| P                | Daniel Bielica       | Górnik Zabrze         | prestito      |
| D                | Robert Ivanov        | Honka                 | definitivo    |
| D                | Mateusz Spychała     | Korona Kielce         | definitivo    |
| D                | Jan Grzesik          | ŁKS                   | definitivo    |
| C                | Michał Kopczyński    | Arka Gdynia           | definitivo    |
| C                | Konrad Handzlik      | Olimpia Grudziądz     | definitivo    |
| C                | Mateusz Czyżycki     | Odra Opole            | definitivo    |
| C                | Mario Rodríguez Ruiz | Granada               | definitivo    |
| A                | Mateusz Kuzimski     | Chojniczanka Chojnice | svincolato    |
| Altre operazioni |                      |                       |               |
| R.               | Nome                 | da                    | Modalità      |
| C                | Sebastian Olszewski  | Kotwica Kołobrzeg     | fine prestito |
| C                | Kajetan Szmit        | Górnik Polkowice      | fine prestito |
| C                | Szymon Piekarski     | Jarota Jarocin        | fine prestito |

| Cessioni         | Cessioni              | Cessioni              | Cessioni      |
| R.               | Nome                  | a                     | Modalità      |
| ---------------- | --------------------- | --------------------- | ------------- |
| P                | Tomasz Laskowski      | Warta Miedzychod      | definitivo    |
| D                | Patryk Stępinski      | Widzew Łódź           | definitivo    |
| D                | Tomasz Boczek         | Sandecja Nowy Sącz    | definitivo    |
| D                | Michał Grobelny       | Chojniczanka Chojnice | definitivo    |
| C                | Sebastian Olszewski   | Hutnik Cracovia       | prestito      |
| C                | Krzysztof Danielewicz | Miedź Legnica         | fine prestito |
| C                | Karol Gardzielewicz   | Miedź Legnica         | fine prestito |
| A                | Łukasz Spławski       | Puszcza Niepołomice   | definitivo    |
| A                | Sergiy Napolov        | Chojniczanka Chojnice | definitivo    |
| Altre operazioni |                       |                       |               |
| R.               | Nome                  | da                    | Modalità      |
| D                | Bartosz Kalupa        | Kotwica Kołobrzeg     | prestito      |
| C                | Szymon Piekarski      | Jarota Jarocin        | definitivo    |

### Sessione invernale
| Acquisti         | Acquisti          | Acquisti       | Acquisti   |
| R.               | Nome              | da             | Modalità   |
| ---------------- | ----------------- | -------------- | ---------- |
| D                | Bartłomiej Burman | Nielba         | definitivo |
| D                | Maik Nawrocki     | Werder Brema   | prestito   |
| C                | Maciej Żurawski   | Pogoń Stettino | prestito   |
| C                | Makana Baku       | Holstein Kiel  | prestito   |
| C                | Mateusz Sopoćko   | Lechia Danzica | definitivo |
| A                | Adam Zreľák       | Norimberga     | definitivo |
| Altre operazioni |                   |                |            |
| R.               | Nome              | da             | Modalità   |

| Cessioni         | Cessioni          | Cessioni         | Cessioni   |
| R.               | Nome              | a                | Modalità   |
| ---------------- | ----------------- | ---------------- | ---------- |
| D                | Filip Małek       | Unia Swarzędz    | prestito   |
| C                | Dominik Smykowski | Skra Częstochowa | prestito   |
| C                | Kajetan Szmyt     | Nielba Wągrowiec | prestito   |
| C                | Adrian Laskowski  | Lech Poznań II   | definitivo |
| Altre operazioni |                   |                  |            |
| R.               | Nome              | da               | Modalità   |

## Risultati

### Ekstraklasa

#### Girone di andata
| Arbitro: | Szymon Marciniak |

|  |           |               |
|  | Marcatori | 66’ Zwoliński |

| Arbitro: | Dominik Sulikowski |

|           |           |  |
| Bohar 88’ | Marcatori |  |

| Grodzisk Wielkopolski 12 settembre 2020, ore 17:30 CEST 3ª giornata | Warta Poznań     | 0 – 0 | Piast Gliwice | Stadion Dyskobolii Grodzisk Wielkopolski (1 872 spett.)\| Arbitro: \| Jarosław Przybył \| |
| Arbitro:                                                            | Jarosław Przybył |       |               |                                                                                           |

| Arbitro: | Piotr Lasyk |

|                    |           |  |
| Moder 90+1’ (rig.) | Marcatori |  |

| Arbitro: | Zbigniew Dobrynin |

|             |           |                                      |
| Lesniak 79’ | Marcatori | 29’ Ławniczak 48’ Kieliba 85’ Trałka |

| Arbitro: | Paweł Gil |

|  |           |                                        |
|  | Marcatori | 13’ Wszołek 23’ Mladenović 30’ Pekhart |

| Arbitro: | Krzysztof Jakubik |

|           |           |                          |
| Sitek 59’ | Marcatori | 48’ Kuzimski 86’ Kupczak |

| Arbitro: | Łukasz Szczech |

|  |           |                    |
|  | Marcatori | 55’ (rig.) Jiménez |

| Arbitro: | Sebastian Jarzębak |

|  |           |              |
|  | Marcatori | 88’ Kuzimski |

| Arbitro: | Bartosz Frankowski |

|                          |           |              |
| Grzesik 47’ Kuzimski 59’ | Marcatori | 10’ Mehremić |

| Arbitro: | Daniel Stefański |

|                       |           |  |
| Gutkovskis 90’ (rig.) | Marcatori |  |

| Arbitro: | Zbigniew Dobrynin |

|                                                          |           |                                         |
| Puljić 19’ Jesús Imaz 28’ Puljić 59’ Puljić 90+1’ (rig.) | Marcatori | 15’ Kuzimski 37’ Jakóbowski 43’ Grzesik |

| Arbitro: | Dominik Sulikowski |

|                |           |                       |
| Jakóbowski 47’ | Marcatori | 7’ Gorgon 12’ Zahovič |

| Arbitro: | Tomasz Wajda |

|                         |           |             |
| Puerto 5’ Pawłowski 54’ | Marcatori | 75’ Janicki |

| Arbitro: | Paweł Gil |

|           |           |  |
| Kiełb 70’ | Marcatori |  |

#### Girone di ritorno
| Arbitro: | Szymon Marciniak |

|            |           |             |
| Nalepa 33’ | Marcatori | 33’ Rybicki |

| Arbitro: | Piotr Lasyk |

|            |           |  |
| Trałka 75’ | Marcatori |  |

| Arbitro: | Paweł Gil |

|  |           |              |
|  | Marcatori | 58’ Kuzimski |

| Arbitro: | Jarosław Przybył |

|              |           |                           |
| Kuzimski 46’ | Marcatori | 80’ Jóhannsson 90+4’ Tiba |

| Arbitro: | Krzysztof Jakubik |

|                  |           |  |
| Baku 3’ Baku 61’ | Marcatori |  |

| Arbitro: | Piotr Lasyk |

|                                          |           |                                |
| Mladenović 3’ Wszołek 30’ Mladenović 61’ | Marcatori | 26’ Grzesik 79’ (rig.) Kupczak |

| Arbitro: | Łukasz Kuźma |

|                     |           |  |
| Baku 70’ Kuzdra 90’ | Marcatori |  |

| Arbitro: | Paweł Raczkowski |

|             |           |                         |
| Jiménez 69’ | Marcatori | 30’ Grzesik 50’ Kupczak |

| Grodzisk Wielkopolski 10 aprile 2021, ore 17:30 CEST 24ª giornata | Warta Poznań       | 0 – 0 | Stal Mielec | Stadion Dyskobolii Grodzisk Wielkopolski\| Arbitro: \| Tomasz Kwiatkowski \| |
| Arbitro:                                                          | Tomasz Kwiatkowski |       |             |                                                                              |

| Cracovia 17 aprile 2021, ore 20:00 CEST 25ª giornata | Wisła Cracovia | 0 – 1        | Warta Poznań | Stadio municipale (Cracovia) |
| \| \| \| \| \| \| Marcatori \| 88’ Kuzimski \|       |                |              |              |                              |
|                                                      |                |              |              |                              |
|                                                      | Marcatori      | 88’ Kuzimski |              |                              |

| Arbitro: | Krzysztof Jakubik |

|  |           |                                 |
|  | Marcatori | 42’ Gutkovskis 70’ (aut.) Kiełb |

| Arbitro: | Daniel Stefański |

|                     |           |  |
| Trałka 40’ Baku 69’ | Marcatori |  |

| Arbitro: | Daniel Stefański |

|             |           |          |
| Kurzawa 60’ | Marcatori | 54’ Baku |

| Arbitro: | Paweł Gil |

|                               |           |                                    |
| Nawrocki 40’ M. Rodríguez 90’ | Marcatori | 49’ Expósito 59’ Expósito 82’ Pich |

| Arbitro: | Paweł Malec |

|  |           |          |
|  | Marcatori | 82’ Baku |

### Coppa di Polonia
| Stargard 16 agosto 2020, ore 16:00 CEST Trentaduesimi di finale | Błękitni Stargard    | 3 – 3                                                           | Warta Poznań | Stadion Miejski |
| \| \| \| \| \| Bochnak 53’ Polkowski 62’ Krawczun 65’ \| Marcatori \| 35’ Jaroch 77’ Kuzimski 85’ Laskowski \| \| Krawczun Polkowski Ostrowski Niedojad Bochnak Ryk Rajch \| Tiri di rigore 3 – 4 \| Kupczak Laskowski Kuzimski Kieliba Handzlik Fiedosewicz Rybicki \| |                      |                                                                 |              |                 |
| |                      |                                                                 |              |                 |
| Bochnak 53’ Polkowski 62’ Krawczun 65’ | Marcatori            | 35’ Jaroch 77’ Kuzimski 85’ Laskowski                           |              |                 |
| Krawczun Polkowski Ostrowski Niedojad Bochnak Ryk Rajch | Tiri di rigore 3 – 4 | Kupczak Laskowski Kuzimski Kieliba Handzlik Fiedosewicz Rybicki |              |                 |

| Ostróda 30 ottobre 2020, ore 18:00 CEST Sedicesimi di finale                         | Sokół Ostróda | 1 – 3                                   | Warta Poznań | Stadion Miejski |
| \| \| \| \| \| Wolny 111’ \| Marcatori \| 100’ Trałka 101’ Kuzimski 117’ Kuzimski \| |               |                                         |              |                 |
|                                                                                      |               |                                         |              |                 |
| Wolny 111’                                                                           | Marcatori     | 100’ Trałka 101’ Kuzimski 117’ Kuzimski |              |                 |

| Arbitro: | Zbigniew Dobrynin |

|  |           |                |
|  | Marcatori | 12’ Rivaldinho |

## Statistiche

### Statistiche di squadra
Statistiche aggiornate al 17 agosto 2020.
| Competizione  | Punti            | In casa | In casa | In casa | In casa | In casa | In casa | In trasferta | In trasferta | In trasferta | In trasferta | In trasferta | In trasferta | Totale | Totale | Totale | Totale | Totale | Totale | D.R. |
| Competizione  | Punti            | G       | V       | N       | P       | Gf      | Gs      | G            | V            | N            | P            | Gf           | Gs           | G      | V      | N      | P      | Gf     | Gs     | D.R. |
| ------------- | ---------------- | ------- | ------- | ------- | ------- | ------- | ------- | ------------ | ------------ | ------------ | ------------ | ------------ | ------------ | ------ | ------ | ------ | ------ | ------ | ------ | ---- |
| Ekstraklasa   | 43               | 15      | 6       | 2       | 7       | 14      | 15      | 15           | 7            | 2            | 6            | 19           | 17           | 30     | 14     | 4      | 12     | 32     | 31     | +1   |
| Puchar Polski | Ottavi di finale | 1       | 0       | 0       | 1       | 0       | 1       | 2            | 1            | 1            | 0            | 6            | 4            | 3      | 1      | 1      | 1      | 7      | 5      | +2   |
| Totale        | -                | 16      | 6       | 2       | 8       | 14      | 16      | 17           | 8            | 3            | 6            | 25           | 21           | 33     | 15     | 5      | 13     | 39     | 36     | +3   |

### Andamento in campionato
| Giornata  | 1  | 2  | 3  | 4  | 5  | 6  | 7  | 8  | 9  | 10 | 11 | 12 | 13 | 14 | 15 | 16 | 17 | 18 | 19 | 20 | 21 | 22 | 23 | 24 | 25 | 26 | 27 | 28 | 29 | 30 |
| --------- | -- | -- | -- | -- | -- | -- | -- | -- | -- | -- | -- | -- | -- | -- | -- | -- | -- | -- | -- | -- | -- | -- | -- | -- | -- | -- | -- | -- | -- | -- |
| Luogo     | C  | T  | C  | T  | T  | C  | T  | C  | T  | C  | T  | T  | C  | T  | C  | T  | C  | T  | C  | C  | T  | C  | T  | C  | T  | C  | C  | T  | C  | T  |
| Risultato | P  | P  | N  | P  | V  | P  | V  | P  | V  | V  | P  | P  | P  | P  | V  | N  | V  | V  | P  | V  | P  | V  | V  | N  | V  | P  | V  | N  | P  | V  |
| Posizione | 14 | 13 | 14 | 14 | 15 | 12 | 13 | 11 | 12 | 9  | 9  | 10 | 11 | 11 | 13 | 12 | 11 | 8  | 12 | 10 | 10 | 8  | 6  | 7  | 6  | 7  | 4  | 7  | 8  | 5  |

Fonte:  Calendario Ekstraklasa, su transfermarkt.it, Transfermarkt. URL consultato il 17 agosto 2020 (archiviato dall'url originale l'11 settembre 2014).
Legenda:

Luogo: C = Casa; T = Trasferta. Risultato: V = Vittoria; N = Pareggio; P = Sconfitta.

### Statistiche dei giocatori
| Giocatore      | Ekstraklasa | Ekstraklasa | Ekstraklasa | Ekstraklasa | Coppa di Polonia | Coppa di Polonia | Coppa di Polonia | Coppa di Polonia | Totale   | Totale | Totale      | Totale     |
| Giocatore      | Presenze    | Reti        | Ammonizioni | Espulsioni  | Presenze         | Reti             | Ammonizioni      | Espulsioni       | Presenze | Reti   | Ammonizioni | Espulsioni |
| -------------- | ----------- | ----------- | ----------- | ----------- | ---------------- | ---------------- | ---------------- | ---------------- | -------- | ------ | ----------- | ---------- |
| A. Lis         | 25          | 0           | 0           | 0           | 1                | 0                | 0                | 0                | 26       | 0      | 0           | 0          |
| D. Bielica     | 5           | 0           | 0           | 0           | 2                | 0                | 0                | 0                | 7        | 0      | 0           | 0          |
| J. Grzesik     | 27          | 4           | 2           | 0           | 1                | 0                | 0                | 0                | 28       | 4      | 2           | 0          |
| J. Kiełb       | 23          | 1           | 2           | 0           | 3                | 0                | 0                | 0                | 26       | 1      | 2           | 0          |
| R. Ivanov      | 22          | 0           | 2           | 0           | 1                | 0                | 0                | 0                | 23       | 0      | 2           | 0          |
| B. Kieliba     | 14          | 1           | 4           | 0           | 3                | 0                | 0                | 0                | 17       | 1      | 4           | 0          |
| Ł. Trałka      | 29          | 3           | 5           | 0           | 2                | 1                | 1                | 0                | 31       | 4      | 6           | 0          |
| K. Handzlik    | 3           | 0           | 0           | 0           | 1                | 0                | 1                | 0                | 4        | 0      | 1           | 0          |
| K. Szmit       | 6           | 0           | 0           | 0           | 2                | 0                | 0                | 0                | 8        | 0      | 0           | 0          |
| M. Kuzimski    | 29          | 7           | 5           | 0           | 3                | 3                | 1                | 0                | 32       | 10     | 6           | 0          |
| A. Laskowski   | 10          | 0           | 4           | 0           | 1                | 1                | 0                | 0                | 11       | 1      | 4           | 0          |
| M. Jakóbowski  | 23          | 2           | 6           | 1           | 3                | 0                | 1                | 0                | 26       | 2      | 7           | 1          |
| J. Kuzdra      | 23          | 1           | 3           | 0           | 1                | 0                | 0                | 0                | 24       | 1      | 3           | 0          |
| N. Fiedosewicz | 0           | 0           | 0           | 0           | 1                | 0                | 1                | 0                | 1        | 0      | 1           | 0          |
| M. Kopczyński  | 7           | 0           | 0           | 0           | 0                | 0                | 0                | 0                | 7        | 0      | 0           | 0          |
| A. Ławniczak   | 23          | 1           | 3           | 0           | 1                | 0                | 0                | 0                | 24       | 1      | 3           | 0          |
| M. Czyżycki    | 22          | 0           | 1           | 0           | 3                | 0                | 1                | 0                | 25       | 0      | 2           | 0          |
| M. Rodríguez   | 13          | 1           | 1           | 0           | 1                | 0                | 0                | 0                | 14       | 1      | 1           | 0          |
| M. Rybicki     | 13          | 1           | 0           | 0           | 2                | 0                | 0                | 0                | 15       | 1      | 0           | 0          |
| M. Kupczak     | 26          | 3           | 1           | 0           | 3                | 0                | 0                | 0                | 29       | 3      | 1           | 0          |
| R. Janicki     | 19          | 1           | 0           | 0           | 3                | 0                | 0                | 0                | 22       | 1      | 0           | 0          |
| M. Spychała    | 7           | 0           | 1           | 1           | 1                | 0                | 1                | 0                | 8        | 0      | 2           | 1          |
| D. Smykowski   | 0           | 0           | 0           | 0           | 2                | 0                | 0                | 0                | 2        | 0      | 0           | 0          |
| G. Jaroch      | 14          | 0           | 0           | 0           | 3                | 1                | 0                | 0                | 17       | 1      | 0           | 0          |
| M. Baku        | 13          | 6           | 0           | 0           | 0                | 0                | 0                | 0                | 13       | 6      | 0           | 0          |
| F. Małek       | 0           | 0           | 0           | 0           | 0                | 0                | 0                | 0                | 0        | 0      | 0           | 0          |
| B. Burman      | 4           | 0           | 0           | 0           | 0                | 0                | 0                | 0                | 4        | 0      | 0           | 0          |
| M. Sopoćko     | 2           | 0           | 0           | 0           | 1                | 0                | 0                | 0                | 3        | 0      | 0           | 0          |
| M. Nawrocki    | 3           | 1           | 1           | 0           | 0                | 0                | 0                | 0                | 3        | 1      | 1           | 0          |
| M. Żurawski    | 15          | 0           | 0           | 0           | 1                | 0                | 1                | 0                | 16       | 0      | 1           | 0          |
| A. Zreľák      | 8           | 0           | 1           | 0           | 0                | 0                | 0                | 0                | 8        | 0      | 1           | 0          |